# Isachne schmidtii
Isachne schmidtii är en gräsart som beskrevs av Eduard Hackel. Isachne schmidtii ingår i släktet Isachne och familjen gräs. Inga underarter finns listade i Catalogue of Life.